# Out of Step (Lied)
Out of Step ist ein 1981 veröffentlichtes Lied der Hardcore-Punk-Band Minor Threat. Der Song gilt zusammen mit Straight Edge als Beginn der US-amerikanischen Straight-Edge-Bewegung.

## Text und Interpretation
Der erste Vers des Lieds beginnt mit den oft als Imperativsätzen verstandenen Selbstbeschreibung des Autors. Beim Abdruck des Textes auf dem Album Out of Step wurde auf Grund dieses missverständlichen Charakters nach langen Diskussionen innerhalb der Band das englische Personalpronomen „I“ (deutsch: „Ich“) eingefügt, das jedoch nicht gesungen wird:
Don’t smoke

Don’t drink

Don’t fuck

At least I can fucking think
Die zweite Strophe besteht ebenfalls aus vier Zeilen, wovon die Zeile „I can’t keep up“ dreimal wiederholt wurde.
I can’t keep up (3x)

Out of step with the world
Der Songaufbau mit den beiden Strophen vollzieht sich folgendermaßen:
Strophe 1

2x Strophe 2

Strophe 1

2x Strophe 2

Solo

2x Strophe 2
Bereits vorher hatte Minor Threat mit Straight Edge, einem Anti-Drogen-Song, quasi einem aufkeimenden Zweig der Hardcore-Punk-Szene einen Namen gegeben. Out of Step wurde dahingehend interpretiert, dass „Straight Edge“ ebenfalls Alkoholkonsum und Promiskuität ablehnen sollte. Insbesondere die Zeile „Don’t fuck“ führte in der Hardcore-Punk-Szene jedoch zu einigen Diskussionen, so verstand ein Teil darunter den völligen Verzicht auf den Geschlechtsakt. MacKaye selbst verstand seinen Song nach eigenen Angaben jedoch keineswegs als eine Aneinanderreihung von Maximen, sondern eher im Sinne eines persönlichen Verhaltenskodex. Er wollte schlicht seinen damaligen Gemütszustand zum Ausdruck bringen. Erst durch frühe Anhänger der Straight-Edge-Idee, wie 7 Seconds und SS Decontrol entstand aus der lokalen Washington,-D.C.-Szene eine weltweite Bewegung und der Songtext Out of Step wurde zur sogenannten Three-Step-Formula der Bewegung.

## Veröffentlichung
Out of Step erschien 1981 erstmals auf der 7″ In My Eyes. Eine zweite Version folgte auf der nach diesem Song benannten Debütalbum 1983. Auf Grund der Kontroversen um diesen Song entschloss sich die Band ein kurzes, gesprochenes Statement von MacKaye mit aufzunehmen, das über die alte Aufnahme gelegt wurde und das Solo überblendet. In diesem Statement weist MacKaye noch einmal darauf hin, dass er keine Verhaltensregeln vorgeben wollte, sondern lediglich von drei Dingen sprechen wollte, „die wahnsinnig wichtig in der Welt zu sein scheinen, während [er] sie nicht für besonders wichtig halte …“.

## Besetzung
- Gesang: Ian MacKaye
- Gitarre:Lyle Preslar
- Bass: Brian Baker
- Schlagzeug: Jeff Nelson